# Panaxia nigriviridis
Panaxia nigriviridis là một loài bướm đêm thuộc phân họ Arctiinae, họ Erebidae.